# پایگاه هوایی چاومونت-سموتیرس
پایگاه هوایی چاومونت-سموتیرس (به انگلیسی: Chaumont-Semoutiers Air Base) یک فرودگاه است . این فرودگاه در شهر شومون، اوت مرن کشور فرانسه قرار دارد .